# Rudolf Martanovič
Rudolf Martanovič (28. března 1898 Devínska Nová Ves – 28. dubna 1955 Bratislava) byl slovenský a československý politik Komunistické strany Slovenska a poúnorový poslanec Národního shromáždění ČSR.

## Biografie
Pocházel z dělnické rodiny. Za první světové války bojoval v armádě. Po válce odešel za prací do USA, kde roku 1925 vstoupil do Komunistické strany USA. Byl aktivní v slovenských krajanských spolcích v Clevelandu a Chicagu. Byl redaktorem Lidového denníku a Pravdy. Během druhé světové války působil v USA v Národním výboru na pomoc Slovensku. Pořádal sbírky na pomoc 1. československého armádního sboru v SSSR. V červenci 1947 se vrátil do Československa.
Ve volbách roku 1948 byl zvolen do Národního shromáždění za KSČ ve volebním kraji Bratislava. V parlamentu zasedal do konce funkčního období, tedy do voleb v roce 1954. Malý slovenský biografický slovník uvádí, že byl i poslancem Slovenské národní rady, ale v databázích poslanců SNR nefiguruje.
Zastával funkci předsedy KNV v Bratislavě. V letech 1947-1955 se uvádí jako člen Ústředního výboru Komunistické strany Slovenska. IX. sjezd KSČ ho zvolil za náhradníka Ústředního výboru Komunistické strany Československa. X. sjezd KSČ ho zvolil kandidátem ÚV KSČ (v nové terminologii byl post náhradníka ÚV nahrazen kandidátem ÚV).
Zemřel v dubnu 1955 po dlouhé a těžké chorobě.